# سینتف
سینتف، (به انگلیسی: SINTEF) یک نهاد پژوهشی در زمینه دانش و فن آوری است. این نهاد در سال ۱۹۵۰ میلادی، در ارتباط با دانشگاه فنی نروژ، پایه‌گذاری شد و مقر اصلی آن در شهر تروندهایم، در کشور نروژ، واقع شده‌است.

## زمینه فعالیت و هدف
زمینه فعالیت سینتف، تحقیقات علمی و فنی است. هدف این نهاد، پیشبرد فعالیت‌های پژوهشی در دانشگاه علم و فناوری نروژ؛ و گسترش همکاری بین این دانشگاه؛ و مؤسسات اقتصادی و صنعتی نروژ و دیگر محیط‌های پژوهشی و دانشگاهی است.
 سینتف، همچنین با پذیرش سفارش از بخش دولتی و خصوصی به صورت قراردادی، در حوزه فناوری، علوم طبیعی، علوم پزشکی و علوم اجتماعی، تحقیقات مطلوب را برنامه‌ریزی و دنبال می‌کند. سینتف در نوع خود، بزرگترین مؤسسه پژوهشی مستقل در اسکاندیناوی است که ضمن ارائه مشورت و انجام آزمایش، در چند حوزه مختلف، دارای صلاحیت صدور گواهی نامه است.
 علاوه بر مقر اصلی در تروندهایم، سینتف، دارای شعبه‌هایی در
اسلو، برگن، استاوانگر، السوند، ایالات متحده آمریکا (هیوستون)، مقدونیه شمالی (اسکوپیه)، لهستان (ورشو؛ کراکوف)؛ و یک آزمایشگاه در دانمارک (هیرتشال) است.

## پیشینه
سینتف در سال ۱۹۵۰ میلادی، به عنوان یک نهاد پژوهشی فنی و صنعتی، وابسته به دانشگاه فنی نروژ، تأسیس شد تا دانشگاه را با صنعت و اقتصاد مرتبط کند. در عمل تا سال ۱۹۸۰ میلادی، استادان دانشگاه فنی نروژ، مدیران بخش‌های مختلف این نهاد بودند. اما در سال ۱۹۸۰، سینتف، از زیر مدیریت استادان دانشگاه خارج شد و به صورت یک نهاد با اقتصاد و مدیریتی مستقل درآمد. در سال ۱۹۸۵ میلادی، سینتف تغیر سازمان داد و به صورت یک کنسرن، سازمان دهی شد و «گروه سینتف» نام گرفت. ۳ مؤسسه جدید، همزمان، به شرکت‌های سهامی پژوهشی، تبدیل شده؛ و به مالکیت سینتف درآمدند. بزودی ۲ شرکت سهامی دیگر نیز به این مجموعه پیوستند. در سال ۱۹۹۳ میلادی، مرکز تحقیقات صنعتی (SI) در اسلو، به سینتف ملحق شد؛ و این در عمل به معنی لزوم همکاری سازمانی سینتف، با دانشگاه اسلو بود. نهایتاً در سال ۱۹۹۶ میلادی، سینتف، تبدیل به بخشی از دانشگاه علم و فناوری نروژ، شد.